# Jacob Bergström
Jacob Bergström, född 26 april 1995, är en svensk fotbollsspelare som spelar för Mjällby AIF i Allsvenskan.

## Karriär
Bergströms moderklubb är Karlskrona AIF (senare FK Karlskrona). Under 2012 gjorde han 11 mål på 15 matcher för Karlskrona AIF U i Division 6. Säsongen 2013 spelade Bergström nio matcher för FK Karlskrona i Division 2. Säsongen 2014 gjorde han tre mål på åtta matcher i Division 2.
I december 2014 gick Bergström till division 4-klubben Ronneby BK. Säsongen 2015 gjorde han sex mål på 14 matcher. Säsongen 2016 vann Bergström skytteligan och Ronneby blev uppflyttade till Division 3. Han gjorde då 31 mål på 21 matcher. Säsongen 2017 gjorde Bergström 19 mål på 15 matcher i Division 3.
I december 2017 värvades Bergström av Mjällby AIF efter att han nobbat FK Karlskrona. Med Mjällby AIF skrev han ett tvåårskontrakt. Bergström gjorde åtta mål på 27 matcher i Division 1 Södra 2018. Mjällby slutade på första plats och blev uppflyttade till Superettan 2019. Den 30 mars 2019 gjorde Bergström sin Superettan-debut i en 1–0-förlust mot Varbergs BoIS, där han blev inbytt i den 62:a minuten mot Gísli Eyjólfsson.
I augusti 2019 värvades Bergström av norska Mjøndalen IF. Han debuterade i Eliteserien den 1 september 2019 i en 3–1-förlust mot Molde.
I januari 2020 stod det klart att Bergström återvänder till Mjällby AIF där han skrev på ett treårskontrakt. Efter säsongen 2022 lämnade Bergström Mjällby.
I december 2022 värvades Bergström av Djurgårdens IF, där han skrev på ett treårskontrakt. I juli 2023 återvände Bergström till Mjällby, där han skrev på ett kontrakt fram över säsongen 2026.